# 生态型

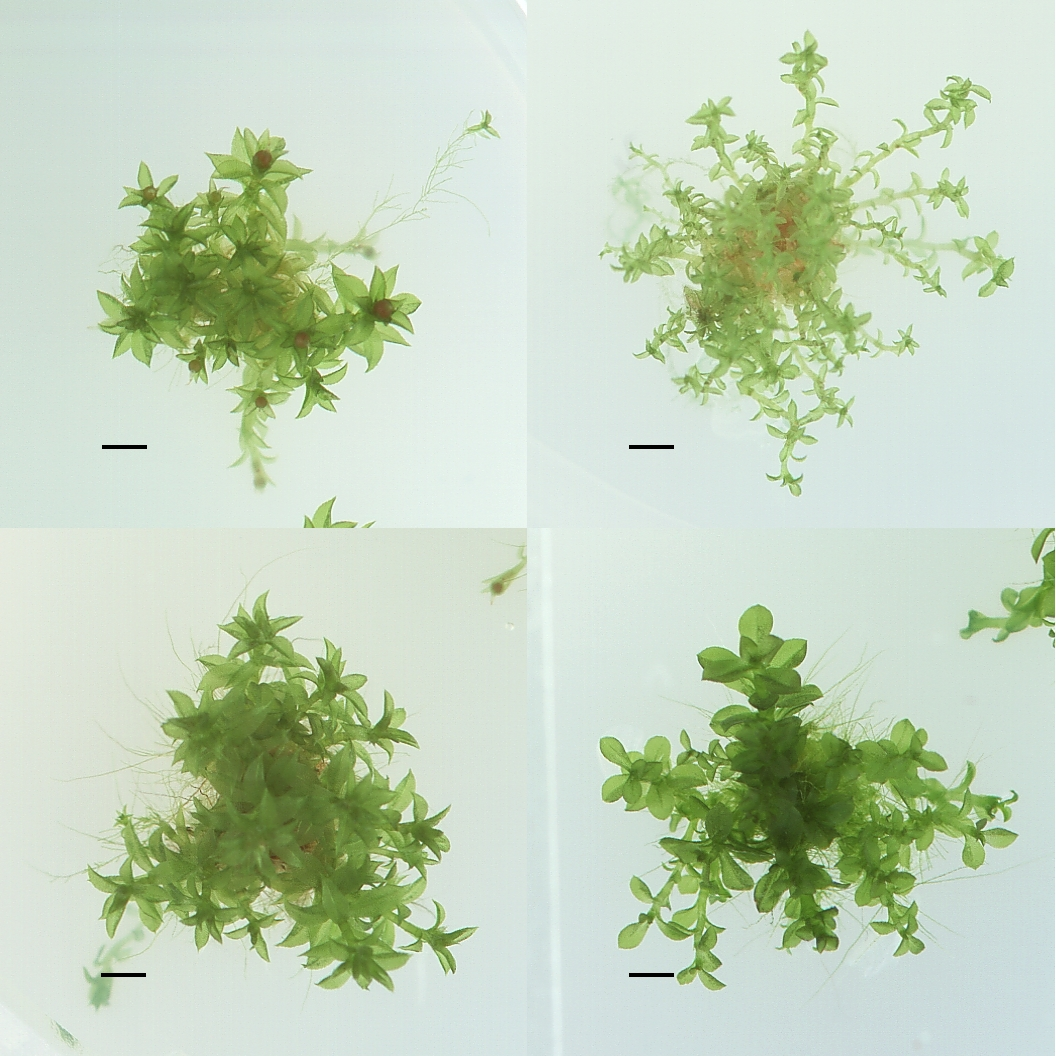
四种不同生态型的小立碗藓（學名：Physcomitrella patens），存放於国际苔藓存储中心；图中的比例尺为1毫米

生态型〔英文：ecotype，源自希腊文“οίκος”（拉丁转写：oíkos；意为住所、栖息地）＋“τύπος”（túpos；类型）〕，也称生态种（英文：ecospecies），是由20世纪瑞典植物学家约特·蒂勒松（瑞典文：Göte Turesson）在1922年提出的一个概念，指物种内适应特定生境，并在形态和遗传上具有特异性的种群或种群组合，亦即物种表型在特定的生境中表现出具有一定结构或功能差异的不同类群，是同种中最小单位的种群，位于种群之下。
尽管同一物种的不同生态型通常存在表型差异（多为形态或生理上的差异），但牠们之间能夠正常交配，并产下健康的可育後代。